# Sweet Home Alabama
«Sweet Home Alabama» és una cançó del grup estatunidenc Lynyrd Skynyrd dins de l'àlbum Second Helping (1974). Produïda per Al Kooper, va ocupar el número 8 de les llistes de vendes dels Estats Units.

## Informació
A partir d'un riff de guitarra Gary Rossington, el baixista Ed King es va inspirar passant tota la nit en blanc per compondre els acords de les dues guitarres principals. L'endemà va presentar la melodia al grup i Rossington i Ronnie Van Zant van completar les lletres i la resta d'instruments. La melodia principal sembla inspirada per la cançó de 1966 You're lookin' fine del grup britànic The Kinks. La lletra fou escrita en resposta a les cançons "Southern Man" i "Alabama" de Neil Young, les quals parlen sobre el racisme i l'esclavitud del Sud dels Estats Units. Van Zant va explicar que el grup pensava que Young culpava tots els habitants d'aquesta zona d'aquests fets quan només es tractaven de casos comptats de racisme. La lletra de Van Zant responia amb referències a George Wallace, antic Governador d'Alabama defensor de la segregació racial, i també sobre l'escàndol del Watergate. Malauradament, les lletres van ser malinterpretades per la majoria del públic i dels mitjans musicals, i veien la cançó com una promoció de Wallace. Casualment, cap dels tres components és original d'Alabama, ja que Rossington i Van Zant van néixer a Jacksonville i King a Glendale.
El grup de country dels Estats Units Alabama va alterar la lletra de la cançó per realitzar una versió inclosa en l'àlbum de tribut titulat Skynyrd Frynds (1994). Altres grups que han versionat "Sweet Home Alabama" són: Hank Williams, Jr. pel disc Hank Live (1987), els finesos Leningrad Cowboys per a Happy Together (1994) amb el coral de l'exèrcit rus, els alemanys Bonfire per l'àlbum Fuel to the Flames (1999) i els rappers Boyz After Money Always l'any 2005. L'estatunidenc Kid Rock va samplejar-la en la tornada de "All Summer Long" (2008), i després del seu llançament, la cançó original va tornar a la llista britànica de senzills arribant a la posició 44. La banda gallega Siniestro Total va realitzar una paròdia sota el títol "Miña Terra Galega" (en català, "La meva terra gallega"), substituint la frase "on el cel sempre és blau" per "on el cel sempre és gris". També va realitzar una versió l'argentí Javier Calamaro amb el títol "Sweet Home Buenos Aires". En el videojoc StarCraft II: Wings of Liberty hi apareix una versió amb el nom "Big Tuna Band". L'ex-guitarrista de Metallica Dave Mustaine, va admetre que el pont de la cançó "The Four Horsemen" del disc Kill 'Em All era una còpia directa del riff principal de "Sweet Home Alabama" malgrat que no es considera una versió d'aquesta. L'any 2002 es va estrenar una pel·lícula còmica titulada també Sweet Home Alabama que presenta diverses versions de la cançó excepte l'original. També fou inclosa en les bandes sonores de diverses pel·lícules com Forrest Gump (1994), Marea roja (Crimson Tide) (1995), Con Air (1997), La bruta història de Joe Porc  (2002) i Despicable Me (2010). En el videojoc musical Guitar Hero: World Tour (2008) hi apareix una versió en directe de la cançó.

## Premis
- Al maig del 2006 la National Review va donar la posició #4 a la llista "50 greatest conservative rock songs".
- El juliol del 2006 la CMT li va donar la posició #1 a la llista "20 Greatest Southern Rock songs".
- Al juny del 2004, Sweet home Alabama va rebre la posició #398 dins de la "Rolling Stone's list of the 500 Greatest Songs of All Time".

## Músics
- Ronnie Van Zant – cantant
- Ed King – guitarra principal, veus addicionals
- Leon Wilkeson – baix, veus addicionals
- Bob Burns – bateria
- Billy Powell – piano
- Allen Collins – guitarra rítmica
- Gary Rossington – guitarra rítmica, guitarra acústica
- Al Kooper – productor, veus addicionals
- Clydie King – veus addicionals
- Merry Clayton – veus addicionals
- Sherlie Matthews – veus addicionals